# Saint-Thurial
 Saint-Thurial  es una población y comuna francesa, situada en la región de Bretaña, departamento de Ille y Vilaine, en el distrito de Rennes y cantón de Plélan-le-Grand.

## Demografía
| 727 | 749 | 772 | 1020 | 1273 | 1485 |
| Para los censos de 1962 a 1999 la población legal corresponde a la población sin duplicidades (Fuente: INSEE [Consultar]) |     |     |      |      |      |